# Tornspira
Tornspira är en takkonstruktion, tornhuv, som karakteriseras av en hög höjd i förhållande till sin bas, vilket ger en avlång form. Tornspiran är vanlig inom kyrkoarkitekturen, då i synnerhet på de gotiska katedralernas torn som byggdes i sten med många ornament. En större, centralt placerad tornspira kallas ibland lykttorn.

## Bildgalleri

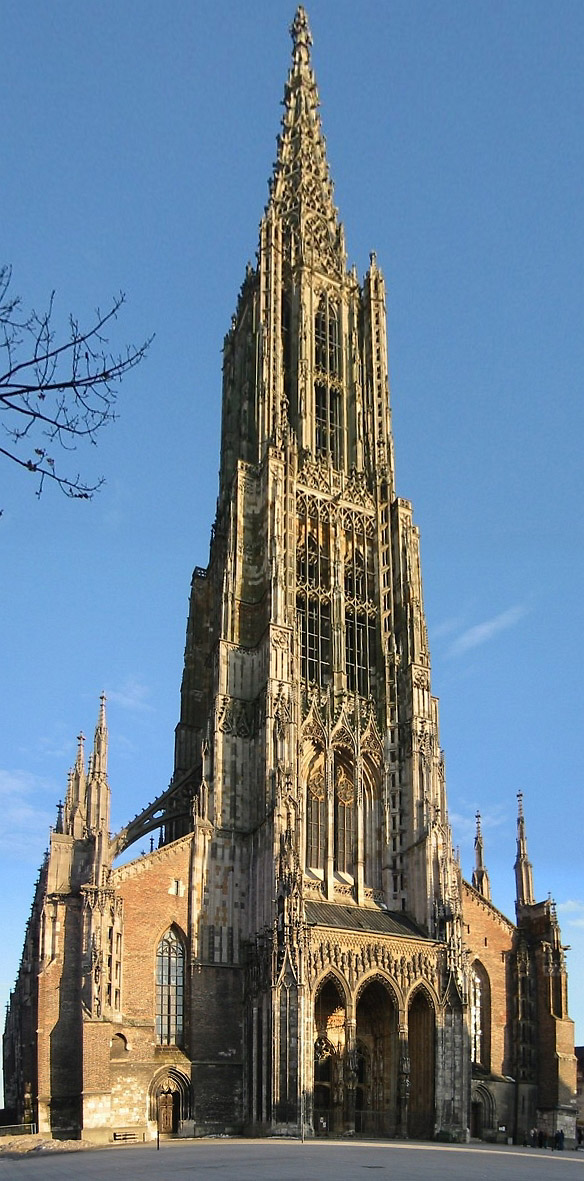
Ulmer Münster 161 m höga gotiska torn med spira.
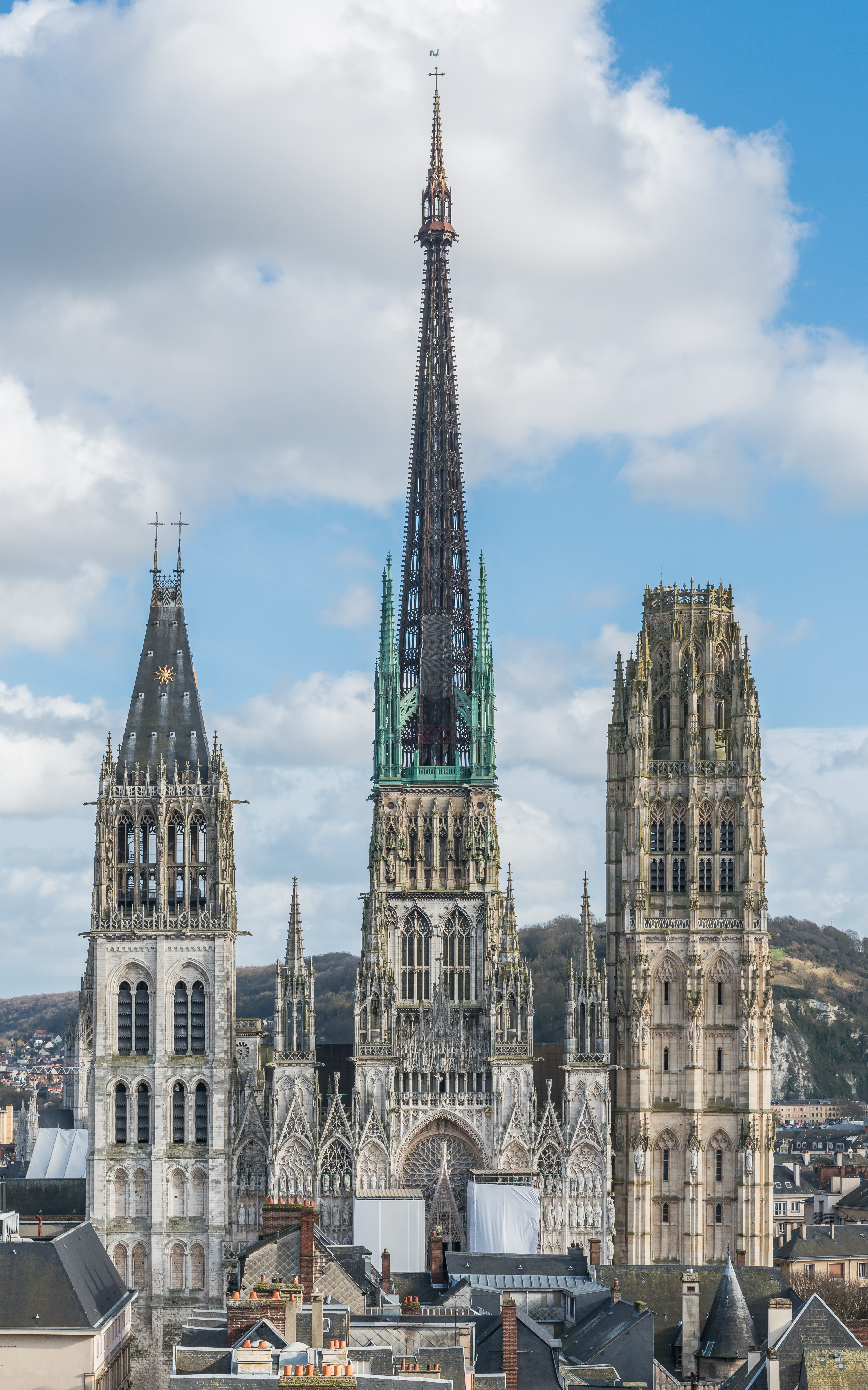
Katedralen i Rouens 151 m höga tornspira.
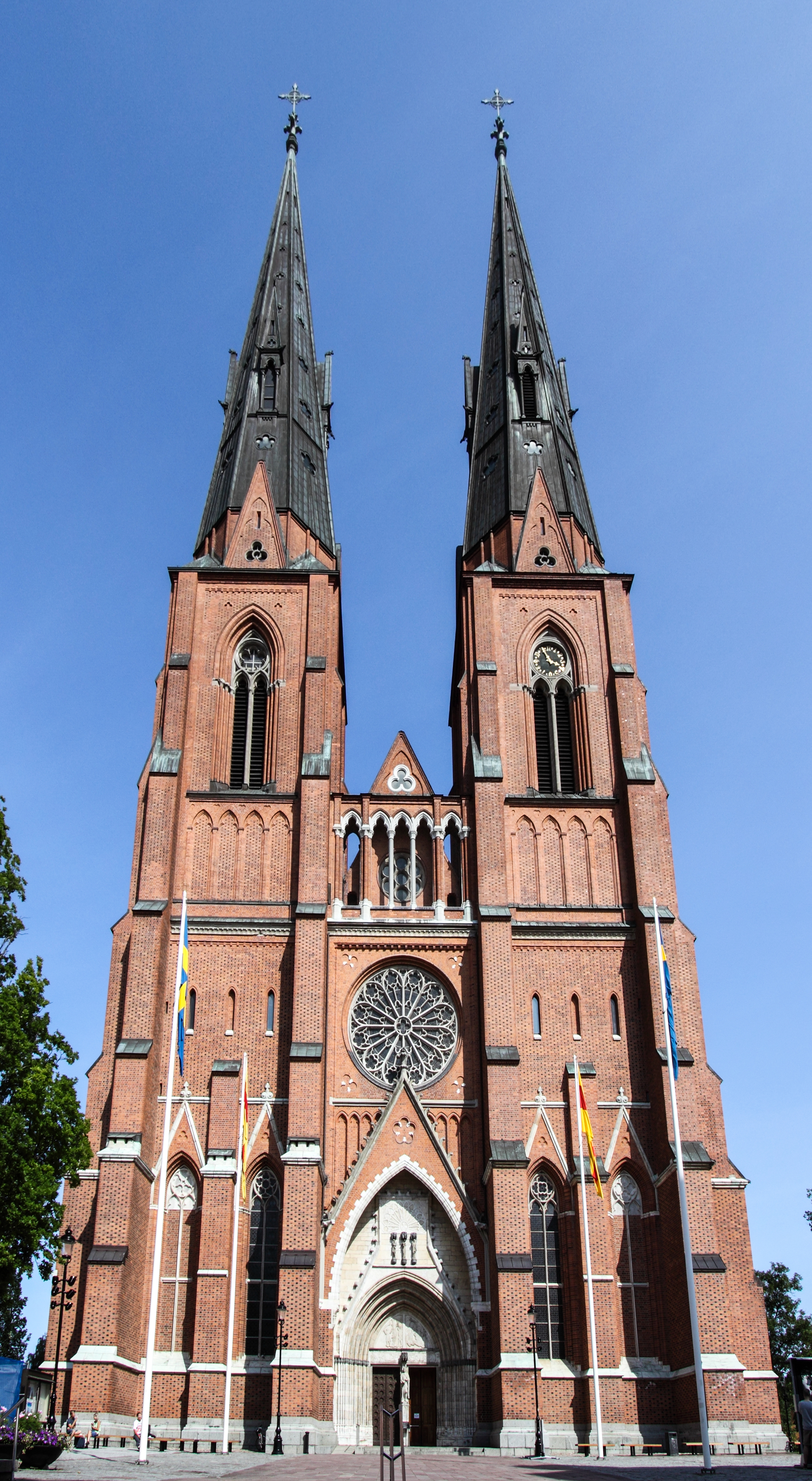
Uppsala domkyrka med de 118 m höga västtornen, högst i Norden.
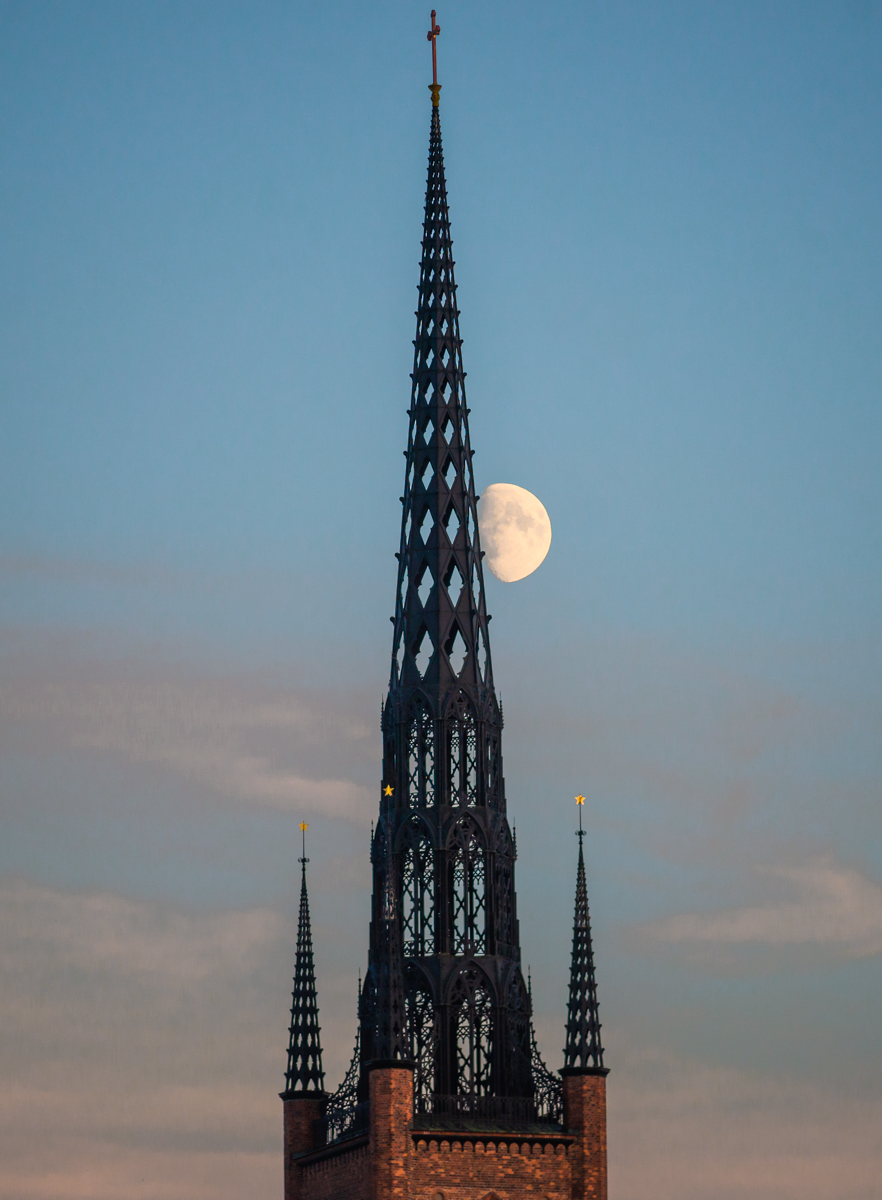
Riddarholmskyrkans gjutjärnsspira.